# Shannon Dill
Shannon Dill (* 20. Jahrhundert) ist eine US-amerikanische Filmproduzentin, die 2019 einen Oscar gewann.
Dill tritt seit den frühen 2000er Jahren als Produzentin für Film und Fernsehen in Erscheinung. Bevor sie 2017 zu Concordia Studio ging, war sie unabhängig und freischaffend tätig. Sie gehört der Academy of Motion Picture Arts and Sciences an und ist Mitglied der Producers Guild of America. Bei Concordia ist sie Head of Production.
Als Produzentin war sie an dem Film Free Solo über den Kletterprofi Alex Honnold und seinen Free Solo am El Capitan beteiligt. Gemeinsam mit  	Elizabeth Chai Vasarhelyi, Jimmy Chin und Evan Hayes wurde sie hierfür bei der Oscarverleihung 2019 mit dem Preis in der Kategorie Oscar als bester Dokumentarfilm ausgezeichnet. Neben diversen Nominierungen gewannen sie bei den British Academy Film Awards 2019 zudem einen BAFTA Award und erhielten eine Auszeichnung bei den Cinema Eye Honors Awards.
Für Boys State aus dem Jahr 2020 erhielt Dill einen Emmy.

## Filmografie (Auswahl)
- 2007: Running the Sahara
- 2008: Inheritance
- 2011: Foo Fighters: Back and Forth
- 2018: Free Solo
- 2020: Boys State
- 2020: Time